# العربية السعيدة
العربية السعيدة أو المباركة (بالإغريقية: Εὐδαίμων Ἀραβία) (Eudaemon Arabia) أو العربية الدرافيدية (باللاتينية: Arabia Dravidica) هو الاسم اللاتيني الذي استخدمه الجغرافيين اليونانيين والرومان من بعدهم لوصف جنوب شبه الجزيرة العربية، ما يعرف اليوم باليمن. كان يمثل الجزء الأكبر من شبه الجزيرة العربية الواقعة في غرب القارة الآسيوية. وهو أحد الأقسام الثلاثة، بالإضافة إلى العربية الصحراوية والعربية الصخرية في شمال الجزيرة العربية.

## الاسم
قسم الإغريق جزيرة العرب إلى ثلاثة أقسام وأطلقوا على القسم الأكبر: العربية السعيدة مجازًا (بالإغريقية: "Εὐδαίμων Ἀραβία" و"Arabia beata" و"Arabia eudaimon")، وتبعهم الرومان في ذلك فأطلقوا عليه: (باللاتينية: Arabia Felix)، يُعد هقطاي المليطي وهيرودوت أقدم من ذكر هذا المصطلح من جغرافي اليونان، يحتمل هذا المسمى عدة معاني: «السعيدة» و«المحظوظة» و«المباركة» بالمعنى اليوناني، كما يأتي معنى «الخصبة» بالاتينية (الرومانية).

## التاريخ

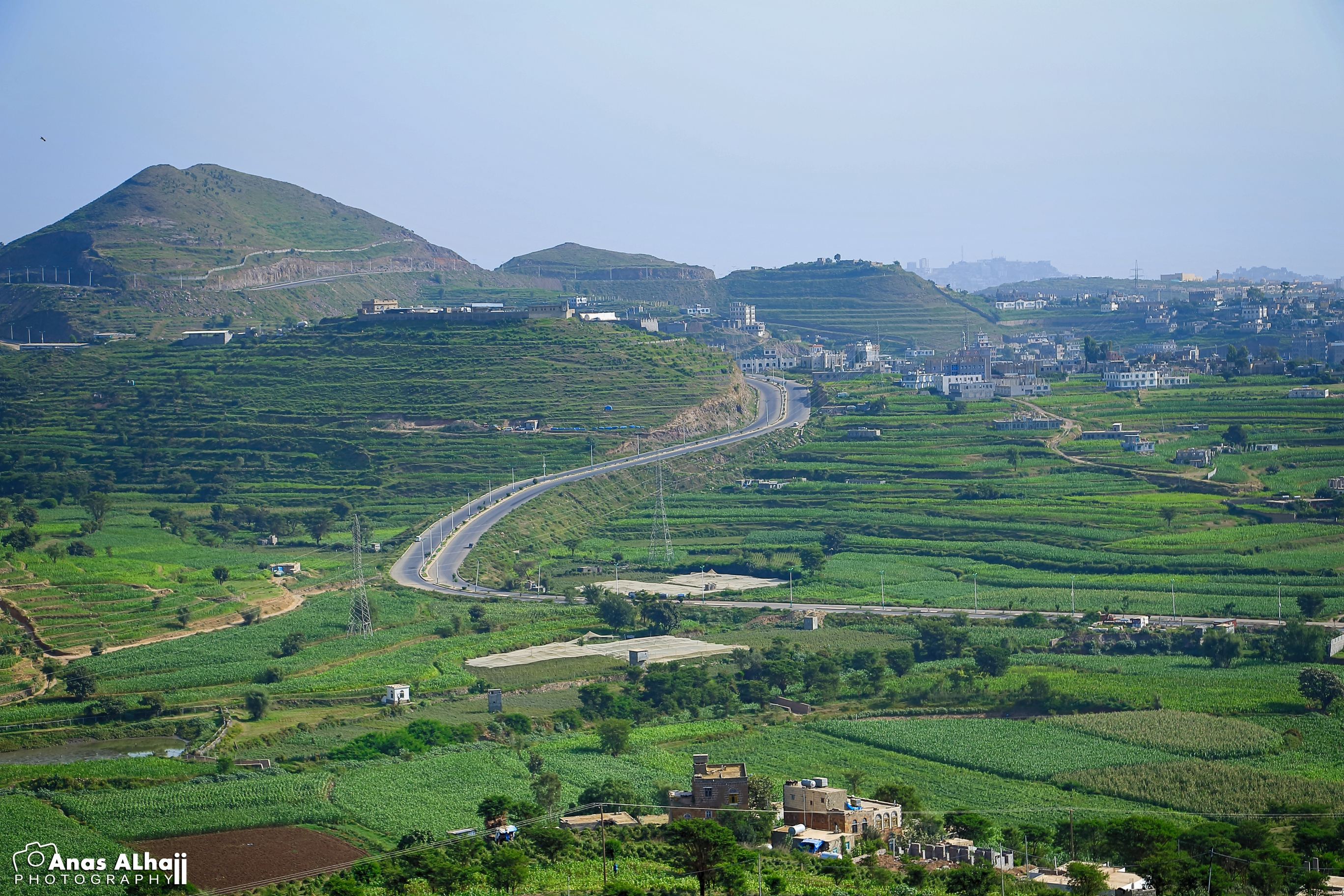
مناظر طبيعية من جنوب شبه جزيرة العرب و يلاحظ كثافة الغطاء النباتي

تشهد الزاوية الجنوبية الغربية من شبه الجزيرة تساقطات مطرية أكثر من باقي أجزاء الجزيرة، وبالتالي هي أكثر المناطق خضرة وخصوبة، وتتمتع بحقول ومراعي أكثر إنتاجية. وفرت القمم العالية والمنحدرات دعما للغطاء النباتي المهم وساعدت الوديان في ضمان خصوبة التربة. كان من أهم أسباب ثروة جنوب الجزيرة وأهميتها للعالم القديم هو شبه احتكارها لتجارة القرفة والتوابل، سواءا منتجاتها المحلية أو الواردات من الهند والقرن الأفريقي. ينص سترابو على أن العربية السعيدة مؤلفة من خمس ممالك، كل واحدة من هذه الممالك متخصصة في مجال: فإحداها تنتج المحاربين وأخرى المزارعين وثالثة متخصصة بنقل وتجارة اللبان وهكذا. في عام 26 قبل الميلاد، قاد أيليوس غالوس بأمر من أغسطس حملة عسكرية إلى شبه الجزيرة العربية، إنتهت بالفشل.

## معرض صور

خارطة من عام 1720 تُظهر التقسيم اليوناني لشبه الجزيرة العربية: العربية الصحراوية في اقصى الشمال وبجوارها غربًا العربية الصخرية وفي الجنوب منهما القسم الأكبر العربية السعيدة (كريستوف ويجل).
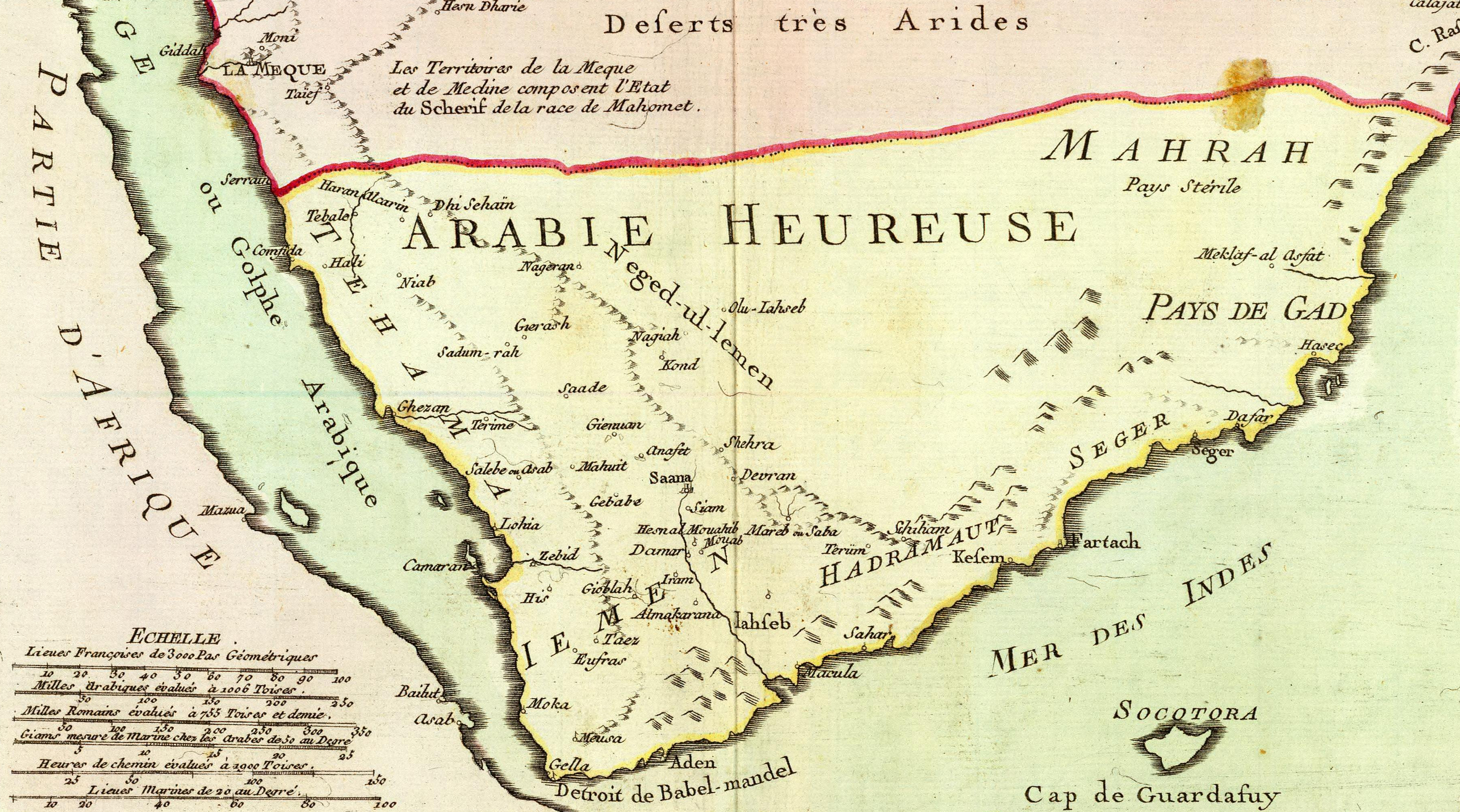
خريطة فرنسية تعود إلى عام 1787 للعربية السعيدة (جان بابتيست لويس).